# Rockport (Kentucky)
Rockport es una ciudad ubicada en el condado de Ohio en el estado estadounidense de Kentucky. En el Censo de 2010 tenía una población de 266 habitantes y una densidad poblacional de 139,35 personas por km².

## Geografía
Rockport se encuentra ubicada en las coordenadas 37°20′2″N 86°59′32″O / 37.33389, -86.99222. Según la Oficina del Censo de los Estados Unidos, Rockport tiene una superficie total de 1.91 km², de la cual 1.8 km² corresponden a tierra firme y (5.83%) 0.11 km² es agua.

## Demografía
Según el censo de 2010, había 266 personas residiendo en Rockport. La densidad de población era de 139,35 hab./km². De los 266 habitantes, Rockport estaba compuesto por el 99.25% blancos, el 0% eran afroamericanos, el 0.38% eran amerindios, el 0.38% eran asiáticos, el 0% eran isleños del Pacífico, el 0% eran de otras razas y el 0% pertenecían a dos o más razas. Del total de la población el 0.38% eran hispanos o latinos de cualquier raza.